# Edward John Noble
Edward John Noble (1882 - 1958) fue un industrial de broadcasting y dulces de origen estadounidense originalmente de Gouverneur, Nueva York. Fue el cofundador de la Life Savers Corporation en 1913. Fundó la American Broadcasting Company cuando compró la NBC Blue Network en 1943, después de que la Federal Communications Commission (FCC) decretó que la Radio Corporation of America (RCA) debería deshacerse de uno de sus dos cadenas de radio.
Edward Noble nació en Gouverneur, Nueva York y se educó en las escuelas públicas. Asistió a la Universidad de Siracusa y graduó de la Universidad Yale en 1905.
En 1912, el fabricante de chocolate Clarence Crane de Cleveland, Ohio inventó Life Savers como un "dulce de verano" que podría soportar el calor mejor que el chocolate. Porque las mentas parecían a salvavidas miniaturas, los llamó "Life Savers." Después de registrar la marca, Crane vendió los derechos para las mentas a Edward Noble por $2,900. En lugar de utilizar rollos de cartón, que no tuvieron mucho éxito, Noble creó envoltorios de aluminio para mantener el fresco. Pep-O-Mint fue el primer sabor de los Life Savers.
Fue el primer presidente de la "Civil Aeronautics Authority." También se desempeñó como Subsecretario de Comercio bajo el presidente Franklin D. Roosevelt, en 1939 y 1940. Después de que la Federal Communications Commission (FCC) ordenó que RCA despoja de uno de sus dos cadenas de radio, fundó la American Broadcasting Company (ABC) cuando compró la NBC Blue Network el 12 de octubre de 1943. Noble valientemente trató construir ABC en una cadena innovadora y competitiva, pero se vio obstaculizado por los problemas financieros y la presión de competir con las cadenas establecidas NBC y CBS, y en 1951 se vio obligado a entrar en negociaciones para fusionar la cadena con United Paramount Theaters, dirigida por Leonard Goldenson; Goldenson se convertiría en el presidente de la cadena ABC, mientras que Noble mantuvo en la junta de directores de ABC para el resto de su vida.
En 1943, Edward John Noble compró St. Catherines Island, en la costa de Georgia; en 1968, diez años después de su muerte, la isla fue transferida a la Edward J. Noble Foundation.
La isla es ahora propiedad de la St. Catherines Island Foundation, y el interior de la isla es operado para propósitos caritativos, científicos, literarios, y educativos. La fundación tiene el objetivo de promover la conservación de los recursos naturales, la supervivencia de especies en peligro de extinción, y la preservación de sitios históricos, y para ampliar el conocimiento humano en los campos de la ecología, la botánica, la zoología, la historia natural, la arqueología, y otras disciplinas científicas y educativas.
Noble fue un parte del proyecto en torno a la vía marítima del San Lorenzo y fue nombrado como un miembro del consejo asesor del presidente Dwight D. Eisenhower en 1954. Era propietario de "Boldt Castle," el "Thousand Island Club," y una residencia de verano en Wellesley Island. Los luces públicos ornamentales en el parque del pueblo son todo lo que queda de la entrega de nuevas luces de calle que se dieron al pueblo por Edward y su hermano, Robert. Las luces estaban en memoria de su padre.
Edward Noble murió pacíficamente mientras dormía el 28 de diciembre de 1958.
Tres hospitales y una fundación llevan su nombre.